# Monegassisch-portugiesische Beziehungen
Die monegassisch-portugiesischen Beziehungen umfassen die bilateralen Beziehungen zwischen Monaco und Portugal. Die Länder unterhalten seit 1891 ununterbrochene diplomatische Beziehungen.
Beide Staaten gehörten 1999 zu den ersten Ländern, die den Euro als Währung einführten. Monaco ist anders als Portugal kein Mitglied der EU, doch sind sie Partner in einer Vielzahl europäischer und anderer internationaler Organisationen, darunter der Europarat, das Schengener Abkommen, die Lateinische Union, die Union für den Mittelmeerraum, und seit dem UNO-Beitritt Monacos 1993 auch in den UN-Organisationen. Neben der portugiesischen Gemeinde in Monaco ist das monegassische Engagement in der Wetterbeobachtung und Meeresforschung auf der Azoreninsel Faial seit 1915 ein wichtiges Verbindungselement.
Im Jahr 2016 waren in Monaco 523 portugiesische Staatsbürger im Jahr 2016 konsularisch registriert, die zehntgrößte Ausländergruppe dort. Im Jahr 2019 waren keine Staatsbürger Monacos in Portugal gemeldet.

## Geschichte

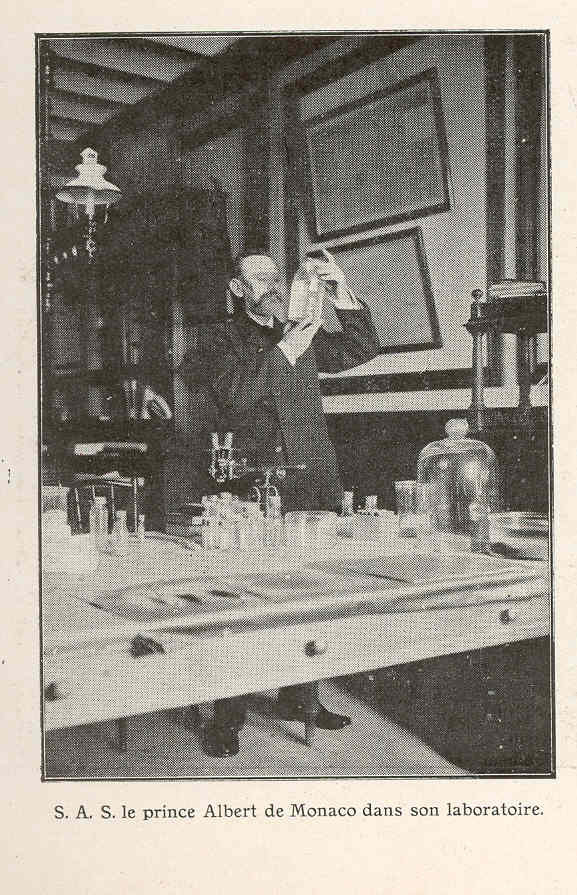
Albert I. in seinem Labor 1913, zwei Jahre vor Gründung seines Observatoriums auf Faial: der Fürst von Monaco engagierte sich stark in der Meeresforschung und Wetterbeobachtung auf dem portugiesischen Azorenarchipel, was auch seine Freundschaft zu Portugals König D. Carlos begründete

Die heutigen Staaten Monaco und Portugal gehörten mehrmals gemeinsam Staatengebilde an, erstmals seit dem 1. Jh. v. Chr., als beide zum Römischen Reich gehörten. Zuvor waren beide Teil der griechischen und phoenizischen Handelsrouten.
Während das heutige Monaco dann zwischen dem 5. Jh. und dem 10. Jh. nur zeitweise in den Einflussbereich der Araber geriet, wurde Portugal ab 711 vollständig von den Mauren erobert, die erst im 13. Jh. endgültig von dort wieder verdrängt wurden.
Ab dem 12. bis ins 18. Jh. waren beide Teil der Handelsrouten der italienischen Handelsstädte, insbesondere der Republik Genua. Auch die Kreuzzüge machten in beiden katholisch geprägten Gebieten Halt.
1525 ging Monaco eine Allianz mit Spanien ein und wurde spanisches Protektorat, bevor Portugal durch Erbfolge 1582 ebenfalls an Spanien fiel. Sie blieben beide Teil des spanischen Herrschaftsgebietes bis 1640 (erneute Unabhängigkeit Portugals) bzw. 1641 (Ende der spanisch-monegassischen Allianz).
Mit dem wirtschaftlichen Aufstieg Monacos im 19. Jahrhundert kamen auch portugiesische Adlige und wohlhabende Unternehmer hierher. 1891 akkreditierte sich erstmals ein portugiesischer Konsul in Monaco, das bisher vom portugiesischen Botschafter in Paris allein betreut wurde.
Fürst Albert I. von Monaco eröffnete 1915 auf der portugiesischen Azoreninsel Faial eine seit 1901 aufgebaute meteorologische Wetterstation, das 1923 nach ihm benannte Observatório Príncipe Alberto do Mónaco. Seither kann anhand der Änderungen über den Azoren das europäische Wetter verlässlicher vorhergesagt werden. Das Azorenhoch wird seit 1881 fortlaufend aufgezeichnet, was bereits wesentlich auf die meteorologischen Aktivitäten von Albert I. zurückgeht. Neben dem Observatorium ist auch eine Straße auf Faial nach Albert I. benannt, die Estrada Príncipe Alberto do Mónaco, die durch die Stadtgemeinde Angústias bis zum Observatorium führt. Albert I. war auch an der Meeresforschung insbesondere auf den Azoren interessiert, was ein wesentliches Verbindungsglied zum portugiesischen König D. Carlos war, die eine Freundschaft verband.
Im Zweiten Weltkrieg (1939–1945) waren beide Staaten zunächst neutral und profitierten vom Handel mit beiden Seiten, bis Monaco schließlich nach dem deutschen Einmarsch Ende 1942 zwischen die Fronten geriet.
Im Jahr 1979 besuchte Fürstin Gracia Patricia von Monaco Unterkünfte von osttimoresischen Flüchtlingen in Vale do Jamor, am Stadtrand Lissabons, und sie spendete Mittel für die medizinische Versorgung und Ausbildung der Flüchtlinge (siehe hierzu auch Monegassisch-osttimoresische Beziehungen).
2010 besuchte Albert II. von Monaco die Insel Faial, um das von seinem Urgroßvater errichtete Observatorium zu besuchen. Eine Gedenktafel am Observatorium erinnert seither an seinen Besuch.
2017 kam Albert II. erneut nach Portugal, diesmal in die Hauptstadt Lissabon, anlässlich der Eröffnung der Botschaft Monacos dort, in Anwesenheit des portugiesischen Außenministers Augusto Santos Silva. Beide hoben dabei die alten und sehr guten, problemfreien Beziehungen ihrer Länder hervor, mit dem gemeinsamen Thema des Meeresschutzes als aktuellstem gemeinsamen Aufgabengebiet, neben den historischen Verbindungen, insbesondere der Freundschaft beider Herrscherhäuser in der zweiten Hälfte des 19. Jahrhunderts.

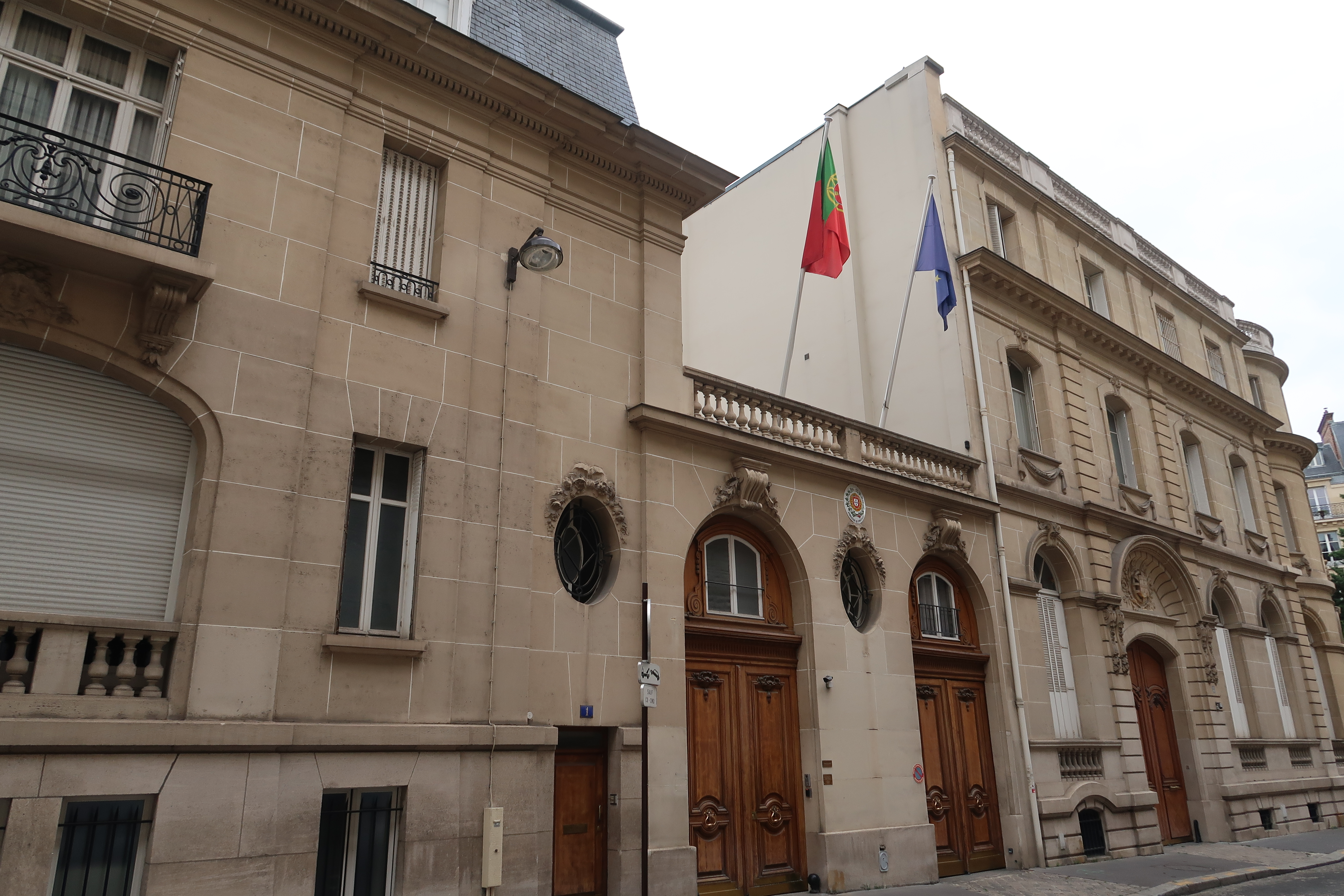
Die Botschaft Portugals in Paris: Monaco gehört zu ihrem Amtsbezirk

## Diplomatie
Monaco unterhält seit 2017 eine eigene Botschaft in der portugiesischen Hauptstadt Lissabon, zudem ist dort ein monegassisches Vize-Honorarkonsulat eingerichtet.
Portugal unterhält keine eigene Botschaft in Monaco, das zum Amtsbezirk des portugiesischen Botschafters in Paris gehört. In Monaco besteht ein Honorarkonsulat, das dem portugiesischen Generalkonsulat im französischen Marseille untergliedert ist.

## Wirtschaft
Im Jahr 2019 importierte Portugal Waren im Wert von 15,9 Mio. Euro aus Monaco, womit es auf Platz 15 der Abnehmerländer Monacos stand (2018: 18,7 Mio. Euro, Platz 12). Als Lieferant war Portugal im Jahr 2019 nicht mehr unter den 20 wichtigsten Handelspartnern Monacos, 2018 war es mit 12,7 Mio. Euro noch auf Platz 17 der Lieferanten des Fürstentums.
Die portugiesische Außenhandelskammer AICEP unterhält keine Niederlassung in Monaco, zuständig ist das AICEP-Büro in Paris.